# Zbór Kościoła Adwentystów Dnia Siódmego w Słupsku
Zbór Kościoła Adwentystów Dnia Siódmego w Słupsku – zbór adwentystyczny w Słupsku, należący do okręgu pomorskiego diecezji zachodniej Kościoła Adwentystów Dnia Siódmego w RP.
Pastorem zboru jest pastor Piotr Samulak, natomiast [kierownikiem zboru] – Irena Socha. Nabożeństwa odbywają się w kościele przy ul. Słowiańskiej 4 każdej soboty o godz. 10.00.